# Via Praenestina
Via Praenestina (Prenestinská silnice) je římská silnice, vedoucí v délce asi 37 km skrze historický region Campagna Romana kolem pozůstatků starověkého římského města Gabii z Říma do města Palestriny (ve starověku známém jako Praeneste). Nejdříve se jí říkalo Via Gabina, protože původně končila v Gabii, než byla prodloužena do Praeneste.

## Trasa
Uvnitř Říma vedla Via Prenestina městskou části od Fora podél Argiletum a clivus Suburanus a vycházela spolu s Via Labicana ze Serviových hradeb u Esquilinské brány a pozdějších Aureliánských hradeb u brány Maggiore. Poté směřovala na východ obklopena hrobkami a mauzolei, procházela poblíž dnešní vily Gordiani.
Cesta pokračovala k Apeninám a prameni řeky Anio a končila za Fiuggi v oblasti Torre Cajetani. Ve Frontinovi je tato římská cesta zmiňována v souvislosti s pramenem Aqua Appia. Poblíž Gabii na deváté míli překonávala silnice nížinu pomocí 95 m dlouhého sedmiobloukového mostu Ponte di Nona (Most u deváté míle) vysokého 15 m postaveného z peperinu a červeného tufu. Pak dosáhla Gabii a pokračovala do Praenestre. Po projítí Palestrinou končí svou trasu za Fiuggi, téměř na území Torre Cajetani (nazývaném také Via Prenestina Sud).
Porta Maggiore nesla až do středověku název Porta Praenestina, protože k ní vedla tato silnice.